# Шельбово
Шельбово — село в Гаврилово-Посадском районе Ивановской области России, входит в состав Осановецкого сельского поселения.

## География
Село расположено на правом берегу реки Липня в 1 км западнее центра поселения села Осановец и в 9 км на запад от райцентра города Гаврилов Посад.

## История
В XVIII веке село принадлежало графам Толстым. Время первоначального основания в селе церкви не известно, но из описи церковного имущества от 1790 года видно, что церковь была деревянная. В 

1820 году вместо деревянной церкви на средства прихожан была построена каменная церковь в честь Введения во храм Пресвятой Богородицы. В 1846 году к ней были пристроены теплый придел во имя Святителя Дмитрия Ростовского чудотворца, колокольня и каменная ограда. В 1893 году приход состоял из одного села, в котором было 74 двора, 275 мужчин и 355 женщин.
В конце XIX — начале XX века село входило в состав Паршинской волости Юрьевского уезда Владимирской губернии.
С 1929 года село являлось центром Шельбовского сельсовета Гаврилово-Посадского района, с 1954 года — в составе Осановецкого сельсовета.

## Население
| 1859 | 1897 | 1905 | 2010 |
| ---- | ---- | ---- | ---- |
| 462  | ↗572 | ↗647 | ↘127 |

## Достопримечательности
В селе расположена недействующая Церковь Введения во храм Пресвятой Богородицы (1820)

## Известные уроженцы
- Мельников, Павел Васильевич (1897—1953) — советский военачальник, полковник.